# Óscar Osorio Hernández

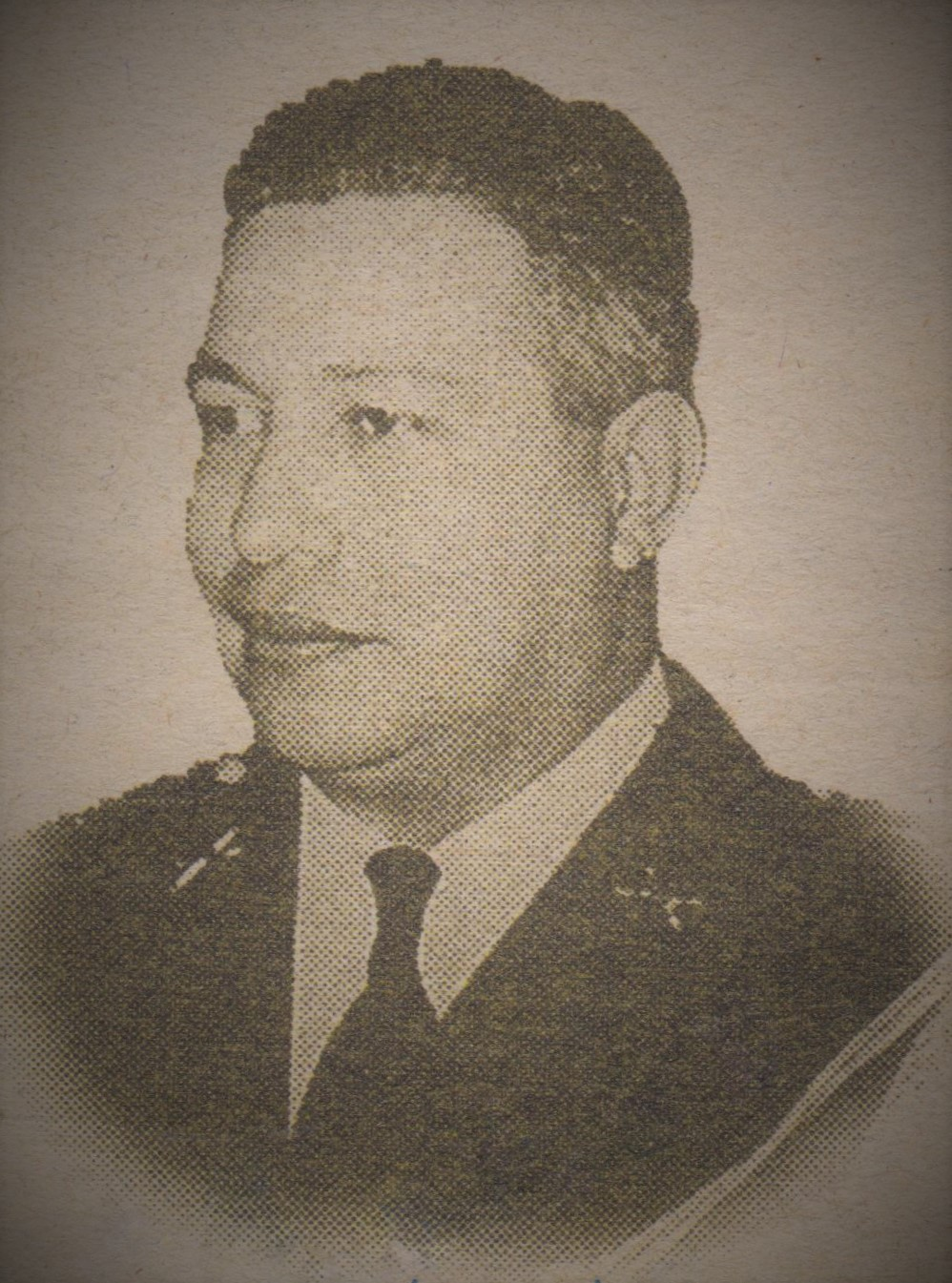
Óscar Osorio Hernández

Óscar Osorio Hernández (* 14. Dezember 1910 in Sonsonate, El Salvador; † 6. März 1969 in Houston) war Oberstleutnant der FAES und vom 14. September 1950 bis 14. September 1956 Präsident von El Salvador.

## Leben
Er heiratete zweimal: zuerst Leticia Rosales, mit ihr hatte er drei Kinder: Ana Maya, Oscar und Rhina. Seine zweite Frau war Esperanza Llerena mit ihr hatte er zwei Kinder, Humberto und Cecilia.
Die Volksschule besuchte er in Sonsonate, Santa Ana und San Salvador; seine Berufsausbildung machte er auf der Escuela Militar Capitán General Gerardo Barrios in San Salvador.
Der Diktator und Faschistenfreund Maximiliano Hernández Martínez schickte ihn von 1940 bis 1943 nach Italien in die faschistische Diktatur des Benito Mussolini.
Osorio studierte am Istituto di Studi Militari dell'Esercito in Turin.

## Ferngesteuerter Putsch
Am 14. Dezember 1948 telefonierte Capitán Carlos Córdova, stellvertretender Befehlshaber des Centro de Instrucción de Transmisiones de la Fuerza Armada (CITFA) mit seinem Bruder Oberst Manuel Córdova, in der Escuela Militar.
In der Folge wurden Schüsse auf den Amtssitz der Präsidenten abgegeben, was Salvador Castaneda Castro zur Flucht in eine Polizeikaserne bewegte. Maximiliano Hernández Martínez hatte 1944 von dieser Polizeikaserne die Macht zurückerobert. Die Polizei wurde mit Schüssen eingeschüchtert, Castaneda gefangen genommen, nach El Zapote gebracht, wo er von Mayor Roberto López Trejo geschlagen und beleidigt wurde. Im Weiteren wurde er wegen kolossaler Mauschelei angeklagt und verurteilt.
Osorio war zum Zeitpunkt des Putsches als Major, Militärattaché an der Botschaft in Mexiko-Stadt.

## Consejo Revolucionario de Gobierno
Nach dem El Golpe de los Mayores Putsch gegen Salvador Castaneda Castro wurde El Salvador vom Consejo Revolucionario de Gobierno regiert. Osorio wurde Vorsitzender in dieser Junta, weitere Mitglieder waren:
Mayor Óscar Adán Bolaños, Oberstleutnant Manuel de Jesús Córdova als Zivilisten fungierten Dr. Humberto Costa und Dr. Raynaldo Galindo Pohl.
1950 wurde eine Verfassung erlassen, welche den Aufstand bei Verhinderung des Machtwechsels zur Pflicht erklärte und sie proklamierte das Prinzip der sozialen Funktion des Privateigentums.
Osorio war Kandidat der Partido Revolucionario de Unificación Democrática bei den Präsidentschaftswahlen 1950. Sein Gegenkandidat war Oberst José Ascencio Menéndez, welcher von der Partido de Acción Renovadora (PAR) aufgestellt worden war.

## Präsidentschaft
Osorio trat das Amt des Präsidenten am 14. September 1956 an. In seiner Amtszeit stiegen die Kaffee- und Baumwollpreise stetig. In seiner Amtszeit gab es eine Sozialgesetzgebung: Es wurde eine Sozialversicherung für städtische Arbeiter eingeführt. Es gab Sozialen Wohnungsbau durch das Instituto de Vivienda Urbana (IVU).
Mit großem Pomp wurde der Putsch vom 14. Dezember 1948 gefeiert, welcher offiziell als Revolución de 1948 bezeichnet wird.
Die Regierung zeigte sich als Förderer der Kunst und finanzierte ein Auslandsstipendienprogramm für Künstler.
Korrespondierend zu einer demokratischen Öffnung wurden paradoxerweise bürgerliche Grundrechte durch das Ley de Defensa del Orden Constitucional entzogen.
Basierend auf diesem Gesetz entwickelte die Regierung Osorio von 1952 bis 1956 eine selektive Unterdrückung gegen Funktionäre der Arbeiter- und Studentenorganisationen, welche 1944 im Widerstand gegen die Diktatur von Maximiliano Hernández Martínez regen Zulauf gehabt hatten.
In seiner Regierungszeit wurde die Praxis des Verschwindenlassens von Oppositionellen geübt.
Funktionäre der salvadorenischen linken Parteien, wie Salvador Cayetano Carpio und dessen Frau Tula Alvarenga, der Studentenführer Gabriel Gallegos Valdés und Celestino Castro verschwanden und wurden von der Policía Nacional gefoltert, worüber Carpio in seinem 1956 erschienenen Buch Secuestro y capucha berichtete.
In Bezug auf Unterdrückung von politischen Gegnern war die Regierung ihren Vorgängerregierungen seit 1932 ebenbürtig, als Regierung der Oligarchie und des Imperialismus. Mit Demagogie akzentuierte die Regierung Osorio ihre Unterdrückung und ihren Terror gegen die demokratische Bewegung. Mit der Förderung eines linientreuen Gewerkschaftsverbandes konnte sie ihre Politik teilweise bei den Beschäftigten vermitteln.

## Wirtschaftspolitik
Dank des Preisanstieges von Kaffee gab es einen Wirtschaftsboom in El Salvador.
In der Amtszeit von Osorio begann der großflächige Anbau von Baumwolle in der Küstenregion, besonders im Westen von El Salvador. Es gab staatliche Anstöße zu einer begrenzten Industrialisierung.
Durch die Einkünfte aus einer Kaffeeexportsteuer wurden zahlreiche öffentliche Arbeiten finanziert, 
besonders im Bereich Hafenbau durch die Comisión Ejecutiva de Puertos CEPA, den Bau des Wasserkraftwerkes 5 de noviembre am Río Lempa, den Bau der Küstenstraße Carretera del Litoral CA2, dem Bau der "Puente de Oro" Brücke über den Río Lempa, zahlreiche Schulbauten und Mehrfamilienhäuser.

## Außenpolitik
In Bezug auf eine zentralamerikanische Wirtschaftsintegration fand am 14. Oktober 1951 eine Außenministerkonferenz, der zentralamerikanischen Staaten in San Salvador statt, auf welcher die Carta de San Salvador unterzeichnet wurde, welche als Ursprung der Organización de Estados Centroamericanos (ODECA) betrachtet wird.
Óscar Osorio Hernández war ein entschiedener Feind des Somoza-Clans in Nicaragua.

## Regierungsbildung in Guatemala
Im Rahmen von Operation PBSUCCESS war Osorio Ende Juni 1954 Mediator bei Verhandlungen von John Emil Peurifoy, zur Ablösung von Carlos Enrique Díaz de León durch Carlos Castillo Armas.

## Partido Revolucionario de Unificación Democrática
Die PRUD wurde 1945 gegründet. Zu ihren Mitgliedern gehörten neben Anderen: Raynaldo Galindo Pohl, sowie Mitglieder der nicaraguanischen Exilgemeinde in El Salvador wie Rigoberto López Pérez und Aldo Díaz Lacayo.
Óscar Osorio starb im The Methodist Hospital infolge von Nierenversagen, welches durch eine Lungenentzündung begleitet wurde.